# Olea woodiana
Pour des articles plus généraux, voir Oleaceae et Olea.
Espèce
Classification phylogénétique
Olea woodiana, connu communément comme l’Olivier forestier ou Bois de fer noir (en Afrikaans : Bosolienhout), est une espèce de plantes à fleurs de la famille des oliviers (Oleaceae). C'est un arbre répandu en Afrique de l'Est, installé dans les forêts des collines du  Kenya, Tanzanie et Swaziland, de l'est de l'Afrique du Sud.

## Description

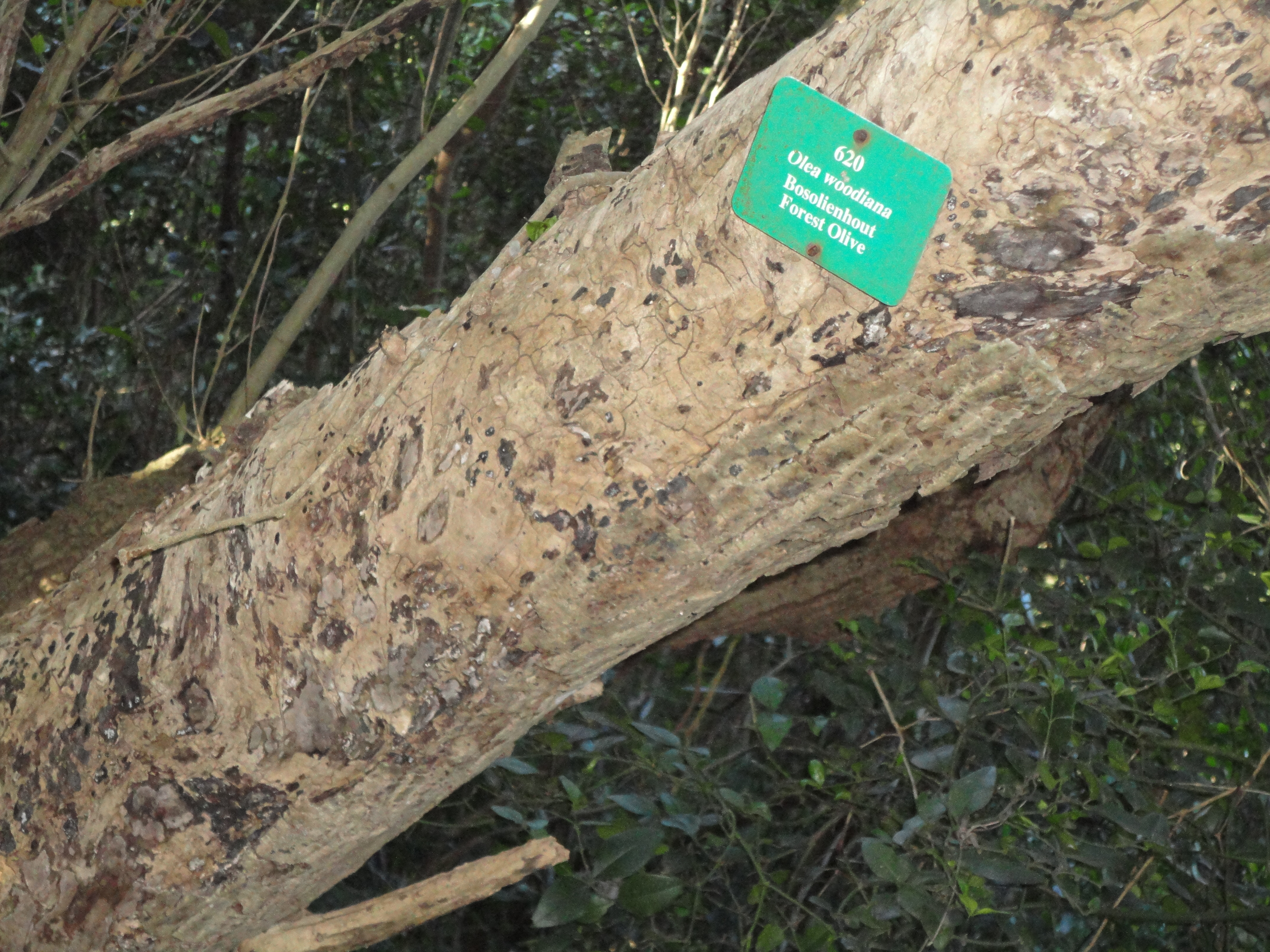
Olea woodiana, tronc, dans la réserve naturelle du Burmanbos.

### Appareil végétatif
Olea woodiana est un arbre de taille moyenne à grande.

### Appareil reproducteur
Les inflorescences axillaires ou terminales portent de petites fleurs blanches, très odorantes.
Les fruits sont produits tard dans l'été. Ils sont de forme ovale et mûrissent couleur pourpre à rouge ; ils sont consommés par les oiseaux.
Sous-espèces
Il y a deux sous-espèces:
- Olea woodiana subsp. disjuncta — au nord.
- Olea woodiana subsp. woodiana — au sud.

## Sources
- (en) Cet article est partiellement ou en totalité issu de l’article de Wikipédia en anglais intitulé « Olea woodiana » (voir la liste des auteurs).